# John Fenwick (martyr)
Pour les articles homonymes, voir Fenwick.
John Fenwick (de son vrai nom John Caldwell), né vers 1628 dans le comté de Durham et mort (exécuté) le 20 juin 1679 à Tyburn est un prêtre jésuite anglais. Mort martyr sous le règne de Charles II victime de l'hystérie anti-catholique qui sévit en Angleterre et en Écosse entre les années 1678 et 1681.

## Biographie
Né dans une famille anglicane qui le renie lorsqu'il se convertit au catholicisme il s'inscrit au collège anglais de Saint-Omer pour y étudier les humanités. Ayant un intérêt pour la théologie et réfléchissant à sa vocation il finit par entrer dans la Compagnie de Jésus à Watten le 28 septembre 1660. Il est envoyé à Liège pour y étudier la théologie. Sa formation et sa probation terminées il est ordonné prêtre et est nommé "procurateur" du collège de Saint-Omer où il étudia. En 1676 il est envoyé en Angleterre où il réside à Londres. Il est chargé de promouvoir et de trouver des financements pour le collège Saint-Omer parmi les catholiques anglais.
En 1578 il est sommé de se présenter au juge pour répondre de l'accusation de complotisme contre le roi. Il ne cherche pas à s'enfuir ou se cacher. Il se présente au juge et est immédiatement incarcéré à la prison de Newgate. Il y subit mauvais traitements et humiliations. Il manque d'être amputé. Ses papiers et ses archives sont saisis. Il est jugé une première fois en compagnie de William Ireland accusé comme lui de haute trahison. Les charges sont inexistantes. Il est alors jugé une second fois. Et alors que rien ne prouve qu'il complote contre le roi il est néanmoins condamné à mort. Avec lui sont pendus quatre autres jésuites John Gavan, William Harcourt, Thomas Whitebread et Anthony Turner. Voulant se montrer clément, craignant aussi de commettre une plus grande injustice, le roi refusera que ces hommes soient exécutés selon le supplice réservé aux traîtres, à savoir pendaison, éviscération et écartèlement.

## Vénération
Reconnu comme un martyr catholique John Fenwick fut béatifié en 15 décembre 1929 par le pape Pie XI. Vénéré par l'Église catholique il est fêté le 20 juin et est compté dans la liste des Cent sept martyrs d'Angleterre et du pays de Galles,,